# Sforza-család
Sforza-család (kiejtése: [ˈsfɔrʦa]) egy olasz hercegi család, amelynek tagjai a 15. és 16. században a Milánói Hercegség fölött uralkodtak.

## Története
A család alapítója, Giacomo Attendolo Sforza zsoldosvezér egy földműves gyermeke volt, aki 1369. július 10-én született Cotignolában (Romagna) és vitézsége által korának leghíresebb zsoldosvezérei közé emelkedett. A nápolyi király hadvezéreként halt meg 1424. január 4-én. Az ő fia volt Francesco Sforza, aki 1401. július 25-én született Nápolyban (meghalt: 1466. március 8-án). Francesco apja példáját követve, ugyancsak zsoldos csapat vezére lett. Filippo Maria Visconti milánói herceg leányát vette nőül, majd apósa halála után, 1450-ben az övé lett a Milánói Hercegség is. Bölcs kormányzásával elnyerve alattvalói ragaszkodását, hercegségét 1464-ben Genova meghódításával gyarapította. Legidősebb fia Galeazzo Maria Sforza (született 1444. január 24-én), örökölte a hercegséget, azonban 1476-ban összeesküvés áldozata lett. E fiának gyermeke volt Gian Galeazzo Maria Sforza, aki ekkor még csak néhány hónapos volt; a hatalmat ezért nagybátyja Lodovico il Moro gyakorolta helyette, döntött minden kérdésben, és amikor I. Mátyás magyar király fia, Corvin János számára megkérette János herceg nővére, Sforza Blanka Mária hercegnő kezét, Lodivicóval folytatta az alkudozásokat, melyek 1485-ben végül elérték céljukat. A herceg 1494-ben megmérgeztette unokaöccsét, így elnyerve a hercegi méltóságot is.
Hogy bitorlott méltóságát biztosítsa, szövetkezett VIII. Károly francia királlyal, ezzel előidézve annak nápolyi hadjáratát. Az itáliai államoknak a gyűlölt franciák hatalma elleni szövetsége után, Moro is szövetségbe lépett, amiért őt azután XII. Lajos francia király 1499-ben hercegségéből elűzte.
1500-ban XII. Lajos és a franciák kezébe került, akik egészen 1510-ben bekövetkezett haláláig fogságban tartották.
Lodovico fia, Massimiliano Sforza 1512-ben svájci zsoldosokkal visszahódította hercegségét a franciáktól, de 1515-ben I. Ferenc francia királytól Marignanónál vereséget szenvedve, kénytelen volt Franciaország javára lemondani Milánóról. Öccse, Francesco Maria Sforza V. Károly császár kegyelméből 1529-ben visszakapta a Milánói Hercegséget, de 1535. október 24-én bekövetkezett halála után V. Károly Milánót mint megürült birodalmi hűbérbirtokot magának tartotta meg.
A család egyik korábbi mellékágából származó ma is élő Sforza Cesarini hercegek még a 20. század elején is Rómában éltek.